# Ricochet (Thunderbirds)
Ricochet is de 31e aflevering van Thunderbirds, de Supermarionation-televisieserie van Gerry Anderson. Het is de vijfde aflevering van het tweede seizoen. De aflevering werd voor het eerst uitgezonden op ATV Midlands op 30 oktober 1966.

## Verhaal
Op de Sentinel Basis staat de raket Telsat 4 klaar voor lancering. De raketlancering en besturing zijn geheel geautomatiseerd. Op Tracy Eiland vertelt Jeff hoe ruimtevaart is veranderd sinds zijn dagen als astronaut. Net als hij een verhaal over zijn astronautentijd wil vertellen wordt hij onderbroken door de muziek waar Tin-Tin naar luistert. Tin-Tin is helemaal weg van de dj, Rick O’Shea, maar Alan mag hem niet zo. Jeff is ook niet blij met Rick, maar om een andere reden. Rick O’Sheas radiozender, KLA, is namelijk een piratenzender op een illegaal ruimtestation. Aangezien dit station niet in de gaten kan worden gehouden, vormt het een groot gevaar voor de ruimtevaart.
Aan boord van de KLA-satelliet heeft Rick een woordenwisseling met zijn technicus Loman. De twee mogen elkaar duidelijk niet. Op dat moment vindt op de Sentinelbasis de raketlancering plaats. Alles gaat goed, totdat de tweede trap van de raket niet los kan koppelen. Power, een toezichthouder over de lancering, probeert de trap handmatig te ontkoppelen maar dat werkt ook niet. Ze vragen International Space Command om toestemming de raket te vernietigen. De commandant geeft hun de locatie van een plek waar geen satellieten en ruimtestations zijn. Ze weten echter niet dat de KLA-satelliet zich in dit gebied bevindt. De raket explodeert vlak naast de KLA-satelliet.
Loman maakt zich zorgen over de schade aan de buitenkant van de satelliet, maar Rick wil doorgaan met de uitzending. Op datzelfde moment koppelt Thunderbird 3 los van  Thunderbird 5. Jeff probeert Thunderbird 5 op te roepen, maar zonder succes. Wel kan hij Brains en Virgil in Thunderbird 3 bereiken. Ze verklaren tegenover hem dat de schade aan Thunderbird 5 groter is dan verwacht. Gordon is achtergebleven om John te helpen, maar het zal nog drie uur duren voor Thunderbird 5 weer operationeel is.
In de KLA-satelliet zet Loman de uitzending stop. De schade aan de satelliet is erger dan O’Shea waarschijnlijk vermoedt. De explosie heeft hen uit hun baan om de aarde geslingerd en ze vallen nu langzaam naar de aarde. Tevens heeft de explosie hun remparachutes beschadigd. Loman trekt een ruimtepak aan en verlaat de satelliet in de hoop de schade te kunnen repareren. Wanneer hij weer naar binnen wil gaan om een laser op te halen voor de reparaties, blijkt de binnendeur van de luchtsluis defect. Lomans zuurstofvoorraad raakt op en O’Shea begrijpt niets van het schakeldiagram van de luchtsluis. Hij besluit een noodoproep te doen via de radio. Thunderbird 5 is nog altijd buiten gebruik, maar via haar radio hoort Tin-Tin de oproep.
Jeff stuurt Virgil en Brains met Thunderbird 2 naar de plaats waar de satelliet vermoedelijk zal neerstorten. Alan en Scott gaan met Thunderbird 3 de ruimte in om Loman en O’Shea te redden. Alan gaat aan boord van de KLA-satelliet en brengt Loman, die zich nog in de luchtsluis bevindt, in veiligheid. Scott roept O’Shea op en zegt hem dat hij een ruimtepak aan moet trekken. O’Shea blijkt echter doodsbang te zijn om de satelliet te verlaten en de oversteek naar Thunderbird 3 te maken. Hij sputtert nog altijd tegen wanneer Alan de buitendeur van de luchtsluis gesloten heeft en de binnendeur open begint te snijden.
Enige tijd later neemt ISC contact op met Thunderbird 2. De KLA-satelliet is inmiddels de atmosfeer binnengegaan, maar gaat nu recht op een grote olieraffinaderij af. Virgil besluit de satelliet boven de woestijn op te blazen. Maar net als Brains wil schieten klinkt ineens O’Sheas stem over de radio. Ze beseffen dat Alan en Scott O’Shea niet hebben kunnen redden. Dit stelt de twee voor een dilemma: ze kunnen de satelliet niet neer laten storten op de raffinaderij, maar Brains wil de satelliet ook niet kapotschieten met O’Shea nog aan boord. Virgil probeert de satelliet af te remmen en van richting te doen veranderen met Thunderbird 2. Dit lukt maar gedeeltelijk; de satelliet mist de raffinaderij, maar stort vervolgens neer in de woestijn en ontploft.
Wanneer de twee terugkeren op Tracy Eiland wacht hun een verrassing: O’Shea leeft nog. Nadat Alan zich een weg door de deur had gesneden, wilde O’Shea nog steeds niet meekomen. In paniek deed hij een stap achteruit en stootte daarbij tegen de afspeelknop van een van de bandopnames. Deze opname werd door Virgil en Brains gehoord. De les is in elk geval geleerd en er zal niet snel nog een piratenzender de ruimte in gaan. Tin-Tin zet de televisie aan, waarop net een interview met O’Shea bezig is. Wat meteen opvalt is O’Sheas blauwe oog. Alan probeert zich snel uit de voeten te maken, maar Jeff roept hem terug en vraagt hem of hij soms meer van dit blauwe oog af weet. Alan komt snel met het excuus dat dit de enige manier was waarop hij O’Shea tot rede kon brengen.

## Rolverdeling

### Reguliere stemacteurs
- Jeff Tracy — Peter Dyneley
- Scott Tracy — Shane Rimmer
- John Tracy — Ray Barrett
- Virgil Tracy — David Holliday
- Gordon Tracy — David Graham
- Alan Tracy — Matt Zimmerman
- Brains — David Graham
- Tin-Tin — Christine Finn
- Oma Tracy — Christine Finn

### Gastrollen
- Rick O'Shea - Ray Barrett
- Loman - David Graham
- Professor Mitchell - Sylvia Anderson
- Power - Jeremy Wilkin
- International Space Control - Charles Tingwell
- DJ Tom - Jeremy Wilkin
- Sentinel Base Computer - David Graham

## Machines
De machines en voertuigen in deze aflevering zijn:
- Thunderbird 2 (met capsule 3)
- Thunderbird 3
- Thunderbird 5
- KLA-satelliet
- Telsat 4

## Fouten
- Wanneer Gordon en John bezig zijn Thunderbird 5 te repareren, zegt John dat het nog zeker 2 uur gaat duren. De stem is echter van Gordon.

## Trivia
- Modelmaker Terry Curtis baseerde de Rick O’Shea-pop losjes op acteur Sean Connery.
- Dit is de enige aflevering van het tweede seizoen waarin Lady Penelope Creighton-Ward niet meedoet.
- Het lied Flying High, dat aan het einde van de aflevering te horen is, was oorspronkelijk gecomponeerd door Barry Gray als eindtune voor de serie. Het nummer werd ingezongen door Gary Miller.